# Twin Peaks: The Missing Pieces
Twin Peaks: The Missing Pieces (no Brasil, Twin Peaks: O Mistério) é uma compilação de cenas, em formato de filme, com direção de David Lynch e argumento do próprio, em coautoria com Robert Engels. Estreou no dia 16 de julho de 2014 no Vista Theatre, em Los Angeles, Califórnia, EUA, antes do seu lançamento, como parte do "pack" Twin Peaks: The Entire Mystery, em Blu-ray, no dia 29 de julho de 2014. É composto por cenas excluídas ou estendidas de Twin Peaks: Fire Walk with Me que não foram usadas com o objetivo de que o filme não ultrapassasse duas horas e quinze minutos de duração.
Ao filmar Fire Walk with Me, Lynch filmou até cinco horas de material, mas reduziu o filme para duas horas e quatorze minutos para seu lançamento nos cinemas, explicando que queria focar o filme na história de Laura Palmer (Sheryl Lee). As cenas deletadas tratavam principalmente da investigação do FBI sobre o assassinato de Teresa Banks (Pamela Gidley), que compartilhava um assassino com Laura, e das interações cotidianas com personagens da primeira e segunda temporadas da série de televisão Twin Peaks (1990-91). The Missing Pieces restaura personagens que foram totalmente cortados de Fire Walk with Me, como Josie Packard (Joan Chen), Ed Hurley (Everett McGill) e Nadine Hurley (Wendy Robie), e adiciona material a personagens cuja participação foi reduzida na edição final.
Embora The Missing Pieces seja vagamente estruturado como um longa-metragem e tenha uma duração de longa-metragem, não é uma história independente e omite material explicativo e narrativo de Fire Walk with Me, o que significa que a familiaridade com o filme original é essencial para a compreensão de The Missing Pieces. Geralmente, é lançado como um recurso especial em lançamentos caseiros de Fire Walk with Me, como Twin Peaks: The Entire Mystery e Twin Peaks: From Z to A, da CBS Home Entertainment, e o relançamento de Fire Walk with Me, da Criterion Collection.

## Resumo

### Prólogo em Deer Meadow
Os agentes do FBI Sam Stanley e Chester Desmond interrogam o dono do Hap's Diner sobre o assassinato recente de Teresa Banks, sua ex-funcionária. O xerife local luta, sem sucesso, contra Desmond para impedi-lo de levar o corpo de Teresa para Portland para análise mais aprofundada.
O Agente Especial Dale Cooper conversa com sua secretária invisível, Diane. Após o desaparecimento de Desmond, Cooper interroga Stanley.
Na Argentina, o agente Phillip Jeffries desaparece abruptamente. Vários anos depois, ele se materializa no escritório de Gordon Cole na Filadélfia e conta a Cole, Cooper e Albert Rosenfield sobre sua visão do mundo espiritual.

### Os últimos sete dias de Laura Palmer
Em Twin Peaks, os estudantes do ensino médio e traficantes de cocaína Bobby Briggs e Mike Nelson lamentam que devem US$ 5.000 a Leo Johnson e que estão com o produto em falta. Leo abusa da esposa Shelly.
Laura Palmer fica horrorizada ao encontrar páginas arrancadas de seu diário secreto. Ela pega emprestado o carro de sua mãe, Sarah, sob o pretexto de que ela se esqueceu de levar os livros para casa. Sarah descobre o estratagema e diz a Laura que não precisa mentir para ela.
No jantar, Leland Palmer aguarda ansiosamente uma delegação de noruegueses que planejam um grande negócio imobiliário com o chefe de Leland, Benjamin Horne. Leland ensina Laura e Sarah a se apresentarem em norueguês. Laura e Sarah riem alto das palhaçadas de Leland.
Laura, que trabalha como prostituta, foge para trocar sexo por drogas com um caminhoneiro. Teresa Banks, outra prostituta, se pergunta por que seu cliente Leland desistiu de um quarteto combinado. Após deduzir que Leland é o pai de Laura, ela tenta chantageá-lo.
No Double R Diner, Laura pega as entregas do Meals on Wheels do dia, mas desiste.
Depois que Laura expressa pensamentos sombrios para Donna Hayward, o Doutor Hayward dá a Laura uma mensagem reconfortante. Laura se anima, mas fica fria depois que Leland pede que ela volte para casa. Os pais de Donna percebem que algo está errado entre Laura e Leland.
Em casa, Laura ouve a voz de BOB vinda do ventilador de teto acima da escada. BOB começa a possuí-la; um sorriso demoníaco se insinua em seu rosto. Laura acorda quando Sarah a interrompe. Aterrorizada, Sarah repete que "está acontecendo de novo", insinuando que Leland passou por uma experiência semelhante.
Laura, Donna, Jacques Renault e seus clientes dirigem de forma imprudente pela fronteira canadense até a boate de Jacques.
Bobby, que acabara de matar um homem, pede a Laura que esconda US$ 10.000 para ele. Laura provoca Bobby sobre o tiroteio, agravando sua culpa. Para consternação de Bobby, a vítima carregava laxante para bebês e não cocaína.
O psiquiatra possessivo de Laura, Dr. Lawrence Jacoby, exige saber por que não tem notícias dela ultimamente. Laura responde, desgostosa, que gravou fitas de áudio para ele.
Na noite de sua morte, Laura tem um jantar constrangedor com Sarah; Leland está trabalhando até tarde. Laura visita Bobby e é recebida pelo Major Briggs, que está lendo uma visão apocalíptica do Livro do Apocalipse para sua esposa Betty. Depois de voltar para casa, Laura foge. Leland a vê, mas a deixa ir.
Enquanto Leland mata Laura, a Senhora do Tronco ouve os gritos de Laura.

### Personagens secundários
Pete Martell, com humor, desfaz uma reclamação do cliente Dell Mibbler, que afirma que as tábuas de 5x10 cm de Pete e Josie Packard não têm exatamente 5x10 cm. Após Dell rejeitar uma resposta direta, Pete argumenta que, no banco de Dell, um dólar não vale mais o que valia. Embora a resposta seja absurda, Dell se mostra satisfeito.
Ed Hurley e Nadine Hurley vão ao Double R tomar um café, mas Nadine sai furiosa depois de ver a ex-namorada (e amante secreta) de Ed, Norma Jennings, trabalhando no balcão. Ed volta para se desculpar com Norma, que está chorando. Mais tarde, Ed e Norma passam uma noite tranquila juntos e conversam sobre a situação.
O xerife Truman e seus assistentes, Andy e Hawk, planejam capturar um traficante local. Mais tarde, Andy, Truman e Lucy conversam na delegacia.

### Sequência
No Black Lodge, Dale Cooper fala com o Homem de Outro Lugar.
Enquanto Annie Blackburn se recupera de sua provação com Windom Earle, uma enfermeira rouba seu anel azul, que Laura, Teresa e Phillip Gerard também usaram.
Doc Hayward e o Xerife Truman ouvem o sósia de Cooper se machucar. O sósia deita-se no chão para aguardá-los. Doc incentiva o sósia a ficar de repouso, mas ele protesta dizendo que ainda não escovou os dentes.

## Elenco[7]
- Sheryl Lee (Laura Palmer)
- Ray Wise (Leland Palmer)
- Kyle MacLachlan (Agente Especial Dale Cooper)
- Mädchen Amick (Shelly Johnson)
- Dana Ashbrook (Bobby Briggs)
- Phoebe Augustine (Ronette Pulaski)
- David Bowie (Agente Especial Phillip Jeffries)
- Joan Chen (Josie Packard)
- Eric Da Re (Leo Johnson)
- Don S. Davis (Major Garland Briggs)
- Mary Jo Deschanel (Eileen Hayward)
- Miguel Ferrer (Agente Especial Albert Rosenfield)
- Warren Frost (Dr. Will Hayward)
- Pamela Gidley (Teresa Banks)
- Harry Goaz (Xerife-adjunto Andy Brennan)
- Heather Graham (Annie Blackburn)
- Michael Horse (Xerife-adjunto Tommy 'Hawk' Hill)
- Chris Isaak (Agente Especial Chester Desmond)
- Moira Kelly (Donna Hayward)
- Peggy Lipton (Norma Jennings)
- David Lynch (Diretor Assistente Gordon Cole Gordon Cole)
- James Marshall (James Hurley)
- Everett McGill (Ed Hurley)
- Jack Nance (Pete Martell)
- Michael Ontkean (Xerife Harry S. Truman)
- Jürgen Prochnow (Madeireiro)
- Wendy Robie (Nadine Hurley)
- Kimmy Robertson (Lucy Moran)
- Harry Dean Stanton (Carl Rodd)
- Charlotte Stewart (Betty Briggs)
- Kiefer Sutherland (Agente Especial Sam Stanley)
- Russ Tamblyn (Dr. Lawrence Jacoby)
- Lenny Von Dohlen (Harold Smith)
- Grace Zabriskie (Sarah Palmer)
- Frances Bay (Mrs. Tremond / Mrs. Chalfont)
- Catherine E. Coulson (Margaret Lanterman)
- Michael J. Anderson (O Homem de Outro Lugar)
- Frank Silva (BOB)
- Walter Olkewicz (Jacques Renault)
- Al Strobel (Phillip Michael Gerard / Mike)
- Gary Hershberger (Mike Nelson)

## Contexto
David Lynch originalmente filmou mais de cinco horas de filmagem para Twin Peaks: Fire Walk with Me, mas ele reduziu para duas horas e quatorze minutos. Ele explicou que queria focar o filme em Laura Palmer, que a duração do filme era uma preocupação e que as cenas deletadas "eram muito tangenciais para manter a história principal progredindo adequadamente". No entanto, ele negou ter feito os cortes (pelo menos puramente) por questões de tempo de execução. Ele comentou que "talvez fosse bom fazer uma versão mais longa com essas outras coisas, porque muitos dos personagens que faltam no filme final já foram filmados. Eles fazem parte do filme, mas não são necessários para a história principal."
Embora a editora do filme, Mary Sweeney, tenha dito que Lynch "adoraria" se as cenas deletadas fossem divulgadas, as filmagens não utilizadas não foram divulgadas por mais de vinte anos. Lynch sugeriu que as empresas de distribuição que detinham os direitos de vídeo caseiro de Fire Walk with Me não conseguiam chegar a um acordo com ele sobre o preço para editar, mixar e corrigir as cores das filmagens restantes.
As cenas deletadas permaneceram guardadas a sete chaves, mas o roteiro de filmagem do filme era de acesso público. O roteiro deu aos fãs uma noção geral do que Lynch cortou da edição final, incluindo interações entre os agentes Desmond, Stanley e Cooper; uma briga entre Desmond e o xerife Cable de Deer Meadow; um agente Jeffries perdido e desorientado; um jantar onde Leland Palmer entretém sua família; conversas entre Laura e a voz desencarnada de BOB; a revelação de que o pacote de cocaína que Bobby Briggs rouba do policial era na verdade um laxante para bebês; e uma versão estendida da cena em que o sósia de Cooper interage com o xerife Truman e o Dr. Hayward.
Durante o intervalo de vinte e dois anos entre Fire Walk with Me e The Missing Pieces, as cenas deletadas se tornaram um tópico frequente de discussão entre os fãs de Twin Peaks. Vários comentaristas as descreveram como o "Santo Graal" do fandom. Em vários momentos, os fãs fizeram campanha para que os distribuidores lançassem as cenas deletadas como uma versão do diretor ou como recursos especiais de um lançamento em vídeo caseiro.

## Desenvolvimento e lançamento
Em 2012, Lynch e Mark Frost começaram secretamente a desenvolver uma terceira temporada de Twin Peaks, que estreou em 2017. Em janeiro de 2015, eles entregaram uma versão do roteiro da terceira temporada para a Showtime (o braço de TV a cabo da Paramount, que detinha os direitos de Twin Peaks por meio da Aaron Spelling Productions). Enquanto Lynch e Frost trabalhavam no roteiro da terceira temporada, Lynch e a CBS Home Entertainment, subsidiária de home video da Paramount, concordaram em lançar um box set combinando as duas primeiras temporadas de Twin Peaks com Fire Walk with Me. Como parte do acordo, Lynch produziu The Missing Pieces como um recurso especial para o box set. Dada a longa especulação sobre as cenas deletadas, o material inédito de The Missing Pieces foi considerado o destaque do relançamento.
Ao promover o box, Lynch comentou que "foi ótimo retornar ao mundo [de Twin Peaks]... e conviver com as pessoas novamente". A terceira temporada ainda era um segredo na época, mas quando perguntado sobre futuras histórias de Twin Peaks, Lynch brincou dizendo que "nunca diga nunca".
Para comemorar o box, a Paramount organizou uma exibição especial de The Missing Pieces no Vista Theatre, em Los Angeles, em 16 de julho de 2014. Lynch fez uma introdução enigmática sobre a beleza da madeira. Três meses depois, a Showtime anunciou a terceira temporada de Twin Peaks.
Também foi lançado como material bônus na edição Criterion Collection de Fire Walk with Me.

## Recepção

### Recepção da crítica
Os críticos concordaram, em geral, que The Missing Pieces não era um longa-metragem independente, caracterizando-o como "uma série de vinhetas que capturam momentos roubados"; um "aglomerado fragmentado de vinhetas"; e uma série de "becos sem saída, digressões intrigantes, descartes inteligentes e opções intrigantes não utilizadas". Um escritor disse que o filme "aparentemente presume que assistiremos com pleno conhecimento de eventos já vistos".
Vários críticos notaram que The Missing Pieces ainda contribui para a história de Fire Walk with Me, apesar de sua natureza fragmentada. Jace Lacob (BuzzFeed) explicou que o filme eventualmente "se funde em algo" que "nos dá um retrato mais profundo de Laura e daqueles ao seu redor... algo alternadamente engraçado e comovente, aterrorizante e inspirador". Ele acrescentou que as cenas deletadas destacaram ainda mais a "atuação incrivelmente cheia de nuances e poderosa de Sheryl Lee... dando à garota morta mais famosa da televisão uma profunda sensação de vulnerabilidade". Chuck Bowen (Slant Magazine) observou que The Missing Pieces especificamente "sublinha o desconhecimento deliberado da cidade em relação à miséria de Laura".
No entanto, os críticos alertaram que The Missing Pieces não resolveu nenhum dos mistérios deixados pelo final hilário da segunda temporada. Jonathan Eburne (Los Angeles Review of Books) observou que, embora o box de 2014 tenha sido "fantástico... ele permanece firme em sua recusa em [resolver questões persistentes sobre o destino de seus personagens ou a "cosmologia sobrenatural" da série]". Lacob concordou que o filme não "revelou os grandes mistérios de Twin Peaks".

### Edições de fãs
Nos anos desde o lançamento de The Missing Pieces, várias edições piratas de fãs tentaram juntar as cenas deletadas em Fire Walk with Me para criar um todo coerente.